# Mayke Wagner
Mayke Wagner ist eine deutsche Sinologin und Orient- bzw. Sino-Archäologin. Sie ist wissenschaftliche Direktorin der Eurasien-Abteilung und Leiterin der Außenstelle Peking des Deutschen Archäologischen Instituts.

## Leben
Mayke Wagner studierte von 1982 bis 1984 zunächst Sinologie an der Humboldt-Universität zu Berlin und wechselte 1984 an die Universität Halle, wo sie Orientalische Archäologie studierte und 1987 mit dem Diplom abschloss. 1986/87 weilte sie an der Shandong-Universität in Jinan, um dort moderne Chinesische Sprache und Chinesische Archäologie zu studieren. 1988 setzte sie ihr Studium in Jinan bis 1990 fort und wurde zudem Forschungsstudentin an der Universität Leipzig. Im März 1993 erfolgte die Promotion in der Fachrichtung Sino-Archäologie an der Universität Leipzig mit der Dissertation Die Motive der bemalten neolithischen Keramik Chinas. Ein auf stilkritischen Analysen beruhender und in Typologien geordneter Bildatlas zur Sino-Archäologie. Von 1995 bis 1998 hatte Wagner ein Forschungsstipendium des Deutschen Archäologischen Instituts, anschließend war sie bis 2000 Habilitationsstipendiatin der Deutschen Forschungsgemeinschaft. Im Juli 2002 habilitierte sie sich an der Universität Würzburg mit einer Arbeit zum Thema Neolithikum und frühe Bronzezeit in Nordchina vor 8000 bis 3500 Jahren. Die nordöstliche Tiefebene (Südteil). 
Seit März 2000 ist Wagner Wissenschaftliche Direktorin (stellvertretende Leiterin) der Eurasien-Abteilung des Deutschen Archäologischen Instituts und begründete 2009 die Außenstelle Peking der Eurasien-Abteilung, die sie seither leitet. 2005 lehrte sie als Li-Ching Chair Professor an der Shandong-Universität, von April bis September 2005 war sie Gastwissenschaftlerin am International Research Institute for Japanese Studies Kyōto. Im Januar 2010 wurde sie zur Honorarprofessorin für das Fach Ostasiatische Kunstgeschichte an der Freien Universität Berlin ernannt, 2012 als erste ausländische Gastwissenschaftlerin an die Chinesische Akademie für Kulturerbe berufen. Wagner ist ordentliches Mitglied des Deutschen Archäologischen Instituts. 
Sie forscht unter anderem zu traditionellen Bauweisen der Salar in Nordwestchina, zur Paläopathologie auf dem bronzezeitlichen Friedhof von Liushui in Xinjiang, zu Wehrdörfern der Qiang in West-Sichuan, zur Seidenstraße, zur frühen Besiedlung des Qaidam-Beckens, zur frühen Metallurgie in Xinjiang, zur Jōmon-Kultur auf der japanischen Insel Hokkaido (Fundregion Minamikayabe bei Hakodate) sowie zum Geographen und Forschungsreisenden Ferdinand von Richthofen, der im 19. Jahrhundert den Begriff der „Seidenstraße“ prägte.

## Schriften (Auswahl)
- mit Ralf Moritz, Wilmar Mögling (Hrsg.): Sinologische Traditionen im Spiegel neuer Forschungen. Leipziger Universitäts-Verlag, Leipzig 1993. (Beiträge zur Universalgeschichte und vergleichenden Gesellschaftsforschung, Band 10.)
- Neolithikum und frühe Bronzezeit in Nordchina vor 8000 bis 3500 Jahren. Die nordöstliche Tiefebene (Südteil). von Zabern, Mainz 2006, ISBN 3-8053-3668-3. (Archäologie in Eurasien, Band 21.)
- Deutsches Archäologisches Institut, Eurasien-Abteilung: Aktuelle Forschungsprojekte. DAI, Berlin 2006.
- mit Herbert Butz: Nomadenkunst. Ordosbronzen der Ostasiatischen Kunstsammlung., von Zabern, Mainz 2007, ISBN 978-3-8053-3812-7. (Archäologie in Eurasien, Band 23.)
- mit Luan Fengshi, Pavel Tarasow (Hrsg.): Archäologie in China. Prehistory at the Lower Reaches of the Yellow River: The Haidai Region. von Zabern, Mainz 2009, ISBN 978-3-8053-4116-5. (Archäologie in China, Band 2.)
- mit Pavel Tarasov: Das Hokkaido Universum. Nünnerich-Asmus Verlag, Oppenheim 2020, ISBN 978-3-96176-112-8.

## Belege
1. ↑  Die Keramik der Shandong-Longshan-Kultur (Diplom- und Magisterarbeiten, Dissertationen und Habilitationsschriften 1953-2003)
2. ↑  Frau Prof. Dr. Mayke Wagner wird erster ausländischer Gastwissenschaftler an der Chinesischen Akademie für Kulturerbe (Memento vom 18. Juni 2013 im Internet Archive)

| Personendaten    | Personendaten                            |
| ---------------- | ---------------------------------------- |
| NAME             | Wagner, Mayke                            |
| KURZBESCHREIBUNG | deutsche Sinologin und Orientarchäologin |
| GEBURTSDATUM     | 20. Jahrhundert                          |